# Soyouz 17
Soyouz 17 est une mission du programme spatial de l'Union soviétique qui s'est déroulée du 11 janvier au 10 février 1975.
Il s'agit de la première des deux missions longue durée du programme Saliout 4, qui établit un record de 29 jours dans l'espace. 

## Équipage
Les nombres entre parenthèses indiquent le nombre de vols spatiaux effectués par chaque individu jusqu'à cette mission incluse.
| Équipage principal                     | Équipage doublure           |
| -------------------------------------- | --------------------------- |
| Georgi Grechko (1) Aleksei Gubarev (1) | Vasili Lazarev Oleg Makarov |

## Paramètres de la mission
- Périgée : 185 km
- Apogée : 249 km
- Période : 88.8 minutes

## Contexte
En 1971, les Soviétiques ont mis sur orbite la toute première station spatiale de l'histoire, Saliout 1, deux ans avant la station américaine Skylab. Mais les seuls cosmonautes qui y avaient séjourné n'étaient pas revenus vivants, à la suite de la dépressurisation de leur cabine lors du retour sur Terre et du fait qu'ils n'étaient pas équipés de scaphandres. Par la suite, un certain nombre de procédures et de matériels avaient été modifiés de sorte à garantir le maximum de sécurité aux équipages à venir. 
Les Soviétiques ont ensuite échoué à trois reprises à mettre une nouvelle station Saliout en orbite. Et lorsqu'ils y sont enfin parvenus, avec Saliout 3 en 1974, celle-ci ne recevait avec Soyouz 14 qu'un équipage de deux hommes pendant deux semaines, pour un usage essentiellement militaire, tandis que Soyouz 15 échoue à s'arrimer à la station.
Quand Saliout 4 est lancée avec succès, le 27 décembre 1974, s'ouvre la perspective de missions axées cette fois sur la recherche scientifique.
Trois équipages sont prévus pour y effectuer des séjours de longue durée mais deux seulement y parviendront. Celui de Soyouz 17 est le premier d'entre eux.

## Déroulement de la mission
À compléter.